# က
Cette page contient des caractères spéciaux ou non latins. S’ils s’affichent mal (▯, ?, etc.), consultez la page d’aide Unicode.
က, appelé ka gyi et transcrit k, est la première consonne de l’écriture birmane utilisée en ancien birman, en birman et ses dialectes (intha (en), tavoyan (en)), du rakhine, de l’écriture du môn (langue), du karen s'gaw, du pwo de l’Ouest, du pwo de l’Est, du pa’o, du kayah, de l’asho chin (en), du shan, du khamti, de l’aiton, du phake, du tai laing, du palaung shwe, du palaung palé, du palaung rumai.

## Représentations informatiques
Ses caractères Unicode sont :
| formes | représentations | chaînes de caractères | points de code | descriptions                               |
| ------ | --------------- | --------------------- | -------------- | ------------------------------------------ |
| pleine | က               | က                     | U+1000         | lettre birmane ka                          |
| morte  | က်               | က◌်                    | U+1000 U+103A  | lettre birmane ka, diacritique birman asat |